# أندرو سميث (منافس ألعاب قوى)
أندرو سميث (بالإنجليزية: Andrew Smith)‏ هو منافس ألعاب قوى جامايكي، ولد في 29 يناير 1964.

## وصلات خارجية
- أندرو سميث على موقع الاتحاد الدولي لألعاب القوى (الإنجليزية)
- أندرو سميث على موقع أوليمبيديا (الإنجليزية)